# Хроника Великой Отечественной войны (март 1943 года)

## 1 марта1943 года. 618-й день войны
Харьковская наступательная операция.(см. карту Харьковская наступательная операция (111 КБ)  (недоступная ссылка)). Группа Зиньковича 3-й танковой армии (П. С. Рыбалко) Юго-Западного фронта (Н. Ф. Ватутин) в районе Кегичевки отражала атаки трёх немецких дивизий. «Тотенкопф» и «Рейх» стремились обойти Кегичевку с востока, а «Рейх» должен был соединиться с «Лейбштандартом» в районе Староверовки, к северу от Кегичевки.
Совинформбюро. ЛИКВИДАЦИЯ УКРЕПЛЕННОГО ПЛАЦДАРМА ПРОТИВНИКА В РАЙОНЕ ДЕМЯНСКА…На днях войска Северо-Западного фронта под командованием маршала Тимошенко перешли в наступление против 16-й немецкой армии. В ходе боёв наши войска, прорвав на ряде участков сильно укреплённую полосу противника, создали реальную угрозу двойного окружения немецко-фашистских войск. Противник, почувствовав опасность окружения, начал под ударами наших войск поспешное отступление на запад. За восемь дней боёв наши войска освободили 302 населённых пункта, в том числе город Демянск и районные центры Лычково, Залучье. Очищена от противника территория площадью в 2.350 квадратных километров. За восемь дней боёв наши войска захватили в плен 3.000 немецких солдат и офицеров. За это же время взяты следующие трофеи: самолётов — 78, танков — 97, орудий разного калибра — 289, пулемётов — 711, а также большое количество боеприпасов и много другого военного имущества. Противник оставил на поле боя более 8.000 трупов.

## 2 марта1943 года. 619-й день войны
Ржевско-Вяземская операция. (см. карту Ржевско-Вяземская операция (86 КБ)  (недоступная ссылка)) Началась Ржевско-Вяземская наступатательная операция войск Калининского (43, 41, 22 и 39-я армии, 3-я воздушная армия) и Западного (30, 31, 5, 33, 49, 50, 10 и 20-я армии, 1-я воздушная армия) фронтов.
Малоархангельская операция. Завершилась Малоархангельская наступательная операция войск 13-й и 48-й армий Брянского фронта. Выполнить задачи по окружению и уничтожению орловской группировки противника войска не смогли. Продвижение войск составило от 10 до 35 километров. Потери советских войск составили 19 684 человек — безвозвратные и 34 615 человек — санитарные. Общие потери составили 54 299 человек. Среднесуточные потери за 26 суток операции — 2 088 человек.
Севская операция. Войска 2-й советской танковой армии и 2-го гвардейского кавалерийского корпуса при поддержке 65-й армии освободили город Севск.
Харьковская наступательная операция. 2 марта в 16.20 части «Лейбштандарта» соединились к западу от Лозовой с разведывательными отрядами «Рейха». Кольцо окружения вокруг группы М. И. Зиньковича 3-й танковой армии (П. С. Рыбалко) Юго-Западного фронта (Н. Ф. Ватутин) замкнулось. В 22.30 соединения группы получили приказ командования на прорыв. К утру 3 марта 12-й и 15-й танковые корпуса 3-й танковой армии, потеряв практически все свои танки, вышли из окружения. (стр. 418)
Группа армий «Юг». Манштейн: «2 марта группа могла уже выявить результаты своего первого контрудара, проведённого ею силами 4 танковой армии и левым флангом 1 танковой армии по группировке противника, расположенной между Донцом и Днепром… Можно было полагать, что мы уничтожили 25 тк и три стрелковые дивизии, разгромили 3 тк и 4 Гв. тк, 10 тк, одну отдельную танковую бригаду, одну механизированную бригаду, одну стрелковую дивизию и одну лыжную бригаду. Значительные потери понесли 1 Гв. тк и 18 тк, 6 стрелковых дивизий и 2 лыжные бригады. По донесениям наших войск, противник в этой битве между Донцом и Днепром потерял 23000 убитыми. Мы захватили 615 танков, 354 орудия, 69 зенитных орудий и большое количество пулемётов и миномётов. Пленных же было мало — 9000… Но нам не удалось перерезать Донец в тылу противника, так как река все ещё была скована льдом и её легко преодолевали солдаты с лёгким оружием. Кроме указанных соединений противника, нами были уничтожены окружённые за рубежом Миуса 4 Гв. мк и 7 Гв. кк.»(стр. 474)
Совинформбюро. В течение 2 марта наши войска вели наступательные бой на прежних направлениях.

## 3 марта1943 года. 620-й день войны
Харьковская наступательная операция. Завершилась Харьковская наступательная операция. Войска Воронежского фронта (Ф. И. Голиков) продвинулись на 100—260 км, вышли на рубеж Рыльск, Суджа, Лебедин, Опошня, Минковка. К 3 марта сражение перешло в фазу наступления немецких войск на всех направлениях и отхода войск 3-й танковой (П. С. Рыбалко) и остатков 6-й армии (Ф. М. Харитонов) Юго-Западного фронта (Н. Ф. Ватутин) по всему фронту.
Совинформбюро. I. НАШИ ВОЙСКА ЗАНЯЛИ ГОРОД РЖЕВ. Несколько дней назад наши войска начали решительный штурм города Ржева. Немцы давно уже превратили город и подступы к нему в сильно укреплённый район. Сегодня, 3 марта, после длительного и ожесточённого боя наши войска овладели Ржевом. По неполным данным, взяты следующие трофеи: танков — 112, орудий разного калибра — 78, паровозов — 35, вагонов — 1.200, складов разных — 5, а также много снарядов, мин, пулемётов, винтовок и другого военного имущества. Противник оставил на подступах к городу и в самом Ржеве убитыми до 2.000 солдат и офицеров…
II. НАШИ ВОЙСКА ЗАНЯЛИ ГОРОДА ЛЬГОВ И ДМИТРИЕВ-ЛЬГОВСКИЙ. Наши войска после упорных боёв заняли город и железнодорожный узел Льгов. Взяты большие трофеи, среди которых 148 вагонов снарядов, 22 вагона пороха, 3 склада с боеприпасами и отдельно большие штабели снарядов, 2 склада с инженерным имуществом. После решительной атаки наши войска заняли город Дмитриев-Льговский. Взяты трофеи, которые подсчитываются.

## 4 марта1943 года. 621-й день войны
Старорусская операция. Началась Старорусская операция войск Северо-Западного фронта (С. К. Тимошенко) в полном составе, вторая часть общего плана операции «Полярная звезда». Пять общевойсковых армий фронта пытались прорвать оборону 16-й немецкой армии группы армий «Север» и окружить старорусскую группировку противника. Наступление советских армий, понесших потери в Демянской операции и не получивших пополнений и боеприпасов в условиях оттепели и сильной распутицы успеха не имело. Удалось лишь форсировать реку Ловать, продвинуться от 5 до 10 километров и выйти на следующий оборонительный рубеж противника по реке Редья, где советское наступление было окончательно остановлено противником.
Харьковская оборонительная операция. (см. карту Харьковская оборонительная операция (98 КБ)  (недоступная ссылка)) Началась Харьковская оборонительная операция войск левого крыла Воронежского фронта (40-я и 69-я армии, 3-я танковая армия). 4 марта немецкая 4-я танковая армия перешла в наступление против войск 3-й танковой армии (П. С. Рыбалко) Воронежского фронта (Ф. И. Голиков). 25-я гвардейская стрелковая дивизии, которой командовал генерал-майор П. М. Шафаренко, пять суток удерживала оборону на рубеже Тарановка — Змиев, перекрывая железную дорогу Лозовая — Харьков.
Совинформбюро. В течение 4 марта западнее Ржева наши войска овладели городом и железнодорожной станцией Оленино, а также заняли крупную железнодорожную станцию Чертолино. В Орловской области наши войска после упорного боя заняли город Севск. В Курской области наши войска в результате решительной атаки овладели городом и железнодорожной станцией Суджа.

## 5 марта1943 года. 622-й день войны
Группа армий «Юг». Манштейн: «Ближайшей целью, следовательно, был разгром южного фланга противника, расположенного на Берестовой юго-западнее Харькова, на котором действовала 3 советская танковая армия. Эта цель была достигнута 4 танковой армией к 5 марта. Из 3 танковой армии противника были частично разгромлены 12 и 4 тк, один кавалерийский корпус и три стрелковые дивизии, часть их личного состава была взята в плен в небольшом котле у Краснограда. Пленных опять было сравнительно мало, убитыми же противник потерял примерно 12 000 человек; мы захватили 61 танк, 225 орудий и 600 машин. Однако по метеорологическим условиям оказалась теперь невыполнимой наша цель — зайти в тыл противнику, теснившему группу Кемпфа в направлении на Ахтырку и Полтаву, и заставить его принять бой с перевернутым фронтом.»(стр. 475)
Совинформбюро. В течение 5 марта наши войска вели наступательные бои на прежних направлениях.

## 6 марта1943 года. 623-й день войны
Харьковская оборонительная операция. С утра 6 марта на стыке 69-й и 3-й танковой армий Воронежского фронта (Ф. И. Голиков) перешёл в наступление 2-й танковый корпус СС. На левом фланге 69-й армии «Лейбштандарт» прошёл за день почти 30 км, оттеснил части 69-й армии в район Валки и захватил плацдармы на реке Мжа к востоку от города.
Немецкая 6-я танковая дивизия 48-го танкового корпуса втянулась в уличные бои с 25-й гвардейской стрелковой дивизией и 179-й танковой бригадой полковника Ф. Н. Рудкина за железнодорожный узел Тарановка. 11-я танковая дивизия оттеснила кавалерийский корпус С. В. Соколова к Мже, но захватить плацдарм не смогла.
Совинформбюро. 6 марта наши войска в результате двукратного штурма овладели городом Гжатск.

## 7 марта1943 года. 624-й день войны
Харьковская оборонительная операция. 7 марта полк «Лейбштандарта» обошёл город Валки с востока и северо-востока, блокируя пути отхода его защитников. Части 48-й дивизии 3-й танковой армий армии П. С. Рыбалко были окружены в городе. Отходящие на север из города советские войска попали под удар «Великой Германии». Полк «Дойчланд» дивизии «Рейх» 7 марта завершил бои за Новую Водолагу и захватил плацдарм через Мжу в районе Павловки. 62-я гвардейская стрелковая дивизия 3-й танковой армии Воронежского фронта (Ф. И. Голиков) была выведена из Харькова и направлена на позиции между Борками и Мерефой к юго-востоку от города.
Совинформбюро. В течение 7 марта наши войска вели наступательные бои на прежних направлениях.

## 8 марта1943 года. 625-й день войны
Харьковская оборонительная операция. К 8 марта танковый корпус СС прорвал оборону войск 3-й танковой армии юго-западнее Харькова. Разбитая 48-я гвардейская стрелковая дивизия выходила из боя для приведения себя в порядок. Брошенная в бой с марша 104-я стрелковая бригада в боях с «Рейхом» за Новую и Старую Водолагу понесла потери и отошла в район хутора Кут (8 км юго-западнее Люботина). Продвижение «Рейха» 8 марта сдерживалось только отставанием немецкого 48-го корпуса, в результате которого полк «Дойчланд» выстроился фронтом на восток, а наступление продолжал только «Дер Фюрер».
Совинформбюро. 8 марта наши войска после упорных двухдневных боёв овладели городом и железнодорожной станцией Сычёвка (севернее города Вязьма). На других участках фронта наши войска вели наступательные бои на прежних направлениях.

## 9 марта1943 года. 626-й день войны
Харьковская оборонительная операция. Ночью 9 марта полк «Тотенкопф» занял Ольшаны, а к середине дня захватил плацдармы на реке Удай к востоку от Ольшан. «Рейх» к вечеру захватил Коротыч. В 6.00 из района Люботина началось наступление «Лейбштандарта», который вышел на подступы к Дергачам. На левом крыле Воронежского фронта между 69-й и 3-й танковой армиями образовался 45-километровый разрыв, который открывал путь противнику на Золочев и далее на Белгород. Ликвидировать этот разрыв командование Воронежского фронта не имело возможности, так как все наличные силы были втянуты в бои у Харькова.
9 марта немецкая 11-я танковая дивизия 48-го танкового корпуса пересекла Мжу и к 11.30 вышла в тыл оборонявшимся в Ракитном стрелковой и танковой бригадам армии П. С. Рыбалко. К 14.45 Ракитное было захвачено. После захвата Ракитного 11-я танковая дивизия двинулась на Мерефу. 6-я танковая дивизия 48-го корпуса 9 марта отбила у 25-й гвардейской стрелковой дивизии Тарановку.
Для обороны Харькова в состав 3-й танковой армии (П. С. Рыбалко) прибыли 19-я стрелковая дивизия полковника Г. А. Гоголицына, 17-я стрелковая бригада войск НКВД полковника И. А. Танкопия, 86-я танковая бригада, три противотанковых полка и дивизион РС. Помимо этого в состав 3-й танковой армии 9 марта поступил 2-й гвардейский танковый корпус В. М. Баданова, насчитывавший 120 танков из 3-й гвардейской армии Юго-Западного фронта. Также Воронежскому фронту передавался 3-й гвардейский танковый корпус И. А. Вовченко из состава Южного фронта. 9 марта 2-й гвардейский танковый корпус 3-й гвардейской армии Юго-Западного фронта (Н. Ф. Ватутин) нанёс контрудар из района Змиева, но он был отбит немецкой 15-й пехотной дивизией.
Совинформбюро. КОНТРНАСТУПЛЕНИЕ НЕМЦЕВ В РАЙОНЕ ДОНБАСС — ХАРЬКОВ. В районе Донбасса противник пополнил растрёпанные и разбитые в предыдущих боях 8 танковых и 5 пехотных дивизий и недавно спешно перебросил только в этот район из Западной Европы 12 свежих дивизий, из них 4 танковых, 1 мотодивизию и 7 пехотных дивизий. Таким образом, немцы сосредоточили на узком участке фронта 12 танковых, 1 мотодивизию и 12 пехотных, а всего 25 дивизий. В конце февраля противник этими силами предпринял сильные контратаки против наших войск, выдвигавшихся к реке Днепр. Немецкое командование намеревалось путём глубоких охватывающих ударов окружить и уничтожить выдвинувшиеся вперёд наши войска и овладеть районом Харькова.
Наши передовые войсковые части, ведя упорные сдерживающие бои с численно превосходящим противником, по приказу Командования своевременно отошли на северо-восток в районы северного берега Северного Донца, оставив при этом города Красноград, Лозовая, Павлоград, Красноармейское, Краматорская, Барвенково, Славянск, Лисичанск. Дальнейшие попытки противника развить наступление, форсировать реку Северный Донец и взять Харьков встретили стойкое сопротивление наших войск и успеха не имеют. Ожесточённые бои, в ходе которых немецко-фашистские войска несут огромные потери в людях и технике, особенно в танках, продолжаются в районах южнее и западнее Харькова…

## 10 марта1943 года. 627-й день войны
Севская операция. Войска конно-стрелковой группы генерала Крюкова Центрального фронта (2-й гвардейский кавалерийский корпус и три лыжные бригады) достигли максимального продвижения, пройдя по тылам врага до 120 километров на запад, выйдя на подступы к Трубчевску и Новгород-Северскому.
Харьковская оборонительная операция. 10 марта «Великая Германия» вышла на подступы к Богодухову. Одновременно противнику удалось выйти на северную окраину Харькова. В условиях глубокого охвата фланга 69-я армия М. И. Казакова вынуждена была отойти на восток и занять позиции между Богодуховом и Харьковом. 40-я армия (К. С. Москаленко) Воронежского фронта (Ф. И. Голиков) оборонялась фронтом на юго-восток от Краснокутска до Богодухова. 3-я танковая армия заняла оборону на западной и северо-западной окраинах Харькова. Разрыв фронта между 69-й и 3-й танковой армиями увеличился до 60 километров. (стр. 121)
Совинформбюро. 10 марта наши войска, продолжая развивать наступление, овладели городом Белый (Смоленская область). На других участках фронта наши войска вели бои на прежних направлениях.

## 11 марта1943 года. 628-й день войны
Севская операция. Немецкие и венгерские войска общими силами до 6 дивизий начали контрнаступление против конно-стрелковой группы генерала Крюкова. В последующие дни они перерезали её пути сообщения и добились полного окружения. Части группы понесли большие потери и стали пробиваться на восток.
Харьковская оборонительная операция. 11 марта «Великой Германией» был захвачен Богодухов. Для ликвидации разрыва между армиями, командование Воронежского фронта направило 3-й гвардейский танковый корпус И. А. Вовченко в 40-ю армию (К. С. Москаленко), а 2-й гвардейский танковый корпус В. М. Баданова в 69-ю армию (М. И. Казаков). Утром 11 марта дивизия «Лейбштандарт Адольф Гитлер» начала штурм Харькова со стороны Белгородского шоссе.
Совинформбюро. В течение 11 марта наши войска вели бои на прежних направлениях.

## 12 марта1943 года. 629-й день войны
Харьковская оборонительная операция. Командующий немецкой 4-й танковой армии (Г.Гот) приказал Хауссеру вывести из боёв за Харьков дивизию «Рейх» 2-го танкового корпуса СС и направить её на позиции «Тотенкопф». Боевая группа Баума дивизии «Тотенкопф» двинулась в обход города с севера. Дивизия «Лейбштандарт Адольф Гитлер» продолжила штурм города.
К югу от города немецкий 48-й танковый корпус атаковал в направлении Чугуева с целью охвата Харькова с юга. Наступление 11-й танковой дивизии с плацдарма у Змиева было неудачным, дивизию встретил сильный огонь артиллерии. На помощь 48-му корпусу выдвигалась 106-я пехотная дивизия.
Совинформбюро. 12 марта войска Западного фронта после решительного штурма овладели городом и железнодорожным узлом Вязьма. На других участках фронта наши войска вели бои на прежних направлениях.

## 13 марта1943 года. 630-й день войны
Харьковская оборонительная операция. Боевая группа Баума с батальоном танкового полка дивизии «Тотенкопф» 13 марта вышла к Рогани, где вступила в бой с 18-м танковым корпусом Б. С. Бахарова 3-й танковой армии (П. С. Рыбалко). К исходу 13 марта советские войска удерживали только юго-восточную часть Харькова, где упорно оборонялись 17-я стрелковая и 179-я танковая бригады. К этому времени противник захватил Рогань и отрезал пути отхода 3-й танковой армии из Харькова.
Совинформбюро. В течение 13 марта наши войска вели бои на прежних направлениях.

## 14 марта1943 года. 631-й день войны
Харьковская оборонительная операция. Ночью 14 марта 18-й танковый корпус Б. С. Бахарова получил приказ выбить противника из Рогани и выйти на северо-восточную окраину Харькова. В 8.00 части корпуса пошли в атаку и выбили немцев из Рогани южной. Однако в 14.00 немецкой контратакой, поддержанной танками, были отброшены назад. Совместно с 113-й стрелковой дивизией корпус занял оборону на полпути к Чугуеву, в Каменной Яруге. 14 марта врагу удалось завершить окружение Харькова. Командующий Воронежским фронтом (Ф. И. Голиков) отдал приказ об оставлении города и выходе 3-й танковой армии (П. С. Рыбалко) из кольца.
Группа армий «Юг». Манштейн: «Наконец, удалось направить танковый корпус СС в обход Харькова с востока. Город пал без больших боёв, и нам удалось отрезать отступление через Донец крупных сил противника … 14 марта танковый корпус СС овладел Харьковом. Одновременно на северном фланге группы Кемпфа быстро продвигалась на Белгород дивизия „Гроссдойчланд“. Противник бросил против неё крупные силы танков, которые дивизия, однако, разбила у Гайворона, затем началось наступление на Белгород»(стр. 476)
Совинформбюро. В течение 14 марта наши войска вели бои на прежних направлениях.

## 15 марта1943 года. 632-й день войны
Харьковская оборонительная операция. 15 марта, полк «Тотенкопфа» начал наступление на Чугуев при поддержке авиации и вышел к нему к ночи 16 марта. Командующий 3-й танковой армией П. С. Рыбалко 15 марта принял решение вывести окружаемые в Харькове и его пригородах соединения. Генерал-майор Е. Е. Белов, руководивший обороной города, принял решение пробиваться в направлении на юго-восток, между Змиевым и Чугуевым.
Совинформбюро. 15 марта наши войска после многодневных и ожесточённых боёв по приказу Командования эвакуировали город Харьков. В Смоленской области наши войска, продолжая наступление, заняли город Холм-Жирковский. На остальных фронтах наши войска вели бои на прежних направлениях.

## 16 марта1943 года. 633-й день войны
Харьковская оборонительная операция. В течение 15 и 16 марта части 3-й танковой армии П. С. Рыбалко тремя группами пробивались из окружения. В ходе прорыва погибли командир 17-й бригады войск НКВД полковник И. А. Танкопий и командир 62-й гвардейской стрелковой дивизии гвардии генерал-майор Г. М. Зайцев. К утру 17 марта части 3-й танковой армии сосредоточились на восточном берегу реки Северский Донец в районе 10—20 километров юго-западнее Чугуева. В состав 3-й танковой армии поступил 1-й гвардейский кавалерийский корпус, и при его поддержке армия организовывала оборону восточнее Харькова, по берегу реки Северский Донец на участке Волчанск — Чугуев. 3-я танковая армия перешла в состав Юго-Западного фронта.
2-й танковый корпус СС передаёт свои позиции в районе Харькова 48-му танковому корпусу и разворачивается для наступления на Белгород. Ставка Верховного Главнокомандования выдвигает 1-ю танковую армию под командованием генерал-лейтенанта M. E. Катукова навстречу противнику и приказывает командующему Центральным фронтом К. К. Рокоссовскому направить в сторону Курска 21-ю армию. Из резерва Ставки в полосу Воронежского фронта срочно перебрасывается 64-я армия.
Краснодарская операция. (см. карту — Краснодарская операция (96 КБ)) Завершилась Краснодарская операция. Войска Северо-Кавказского фронта продвинулись на 60—70 км, нанесли противнику значительный урон. За отличия в боях по освобождению Краснодара 3 соединения 46-й армии получили почетные наименования.
Совинформбюро. В течение 16 марта наши войска вели бои на прежних направлениях.

## 17 марта1943 года. 634-й день войны
Северо-западный фронт. Закончились наступательные бои войск Северо-Западного фронта в районе Старой Руссы. Ликвидирован плацдарм противника на восточном берегу р. Ловать, войска фронта вышли на р. Редья, где фронт стабилизировался до конца года.
Харьковская оборонительная операция. 2-й танковый корпус СС вышел к Борисовке и с утра 17 марта начал наступление на Белгород с юга вдоль шоссе и железной дороги. С запада на Белгород наступали части армейского корпуса «Paye». Соединения 69-й армии не смогли оказать организованного сопротивления и под угрозой окружения отступили за Северный Донец южнее Белгорода.
Совинформбюро. В течение 17 марта наши войска вели бои на прежних направлениях.

## 18 марта1943 года. 635-й день войны
Харьковская оборонительная операция. Разрыв между 40-й и 69-й армиями Воронежского фронта (Ф. И. Голиков) оставался неприкрытым: 21-я армия находилась на марше в районе Обояни. Город Белгород практически никто не оборонял. В дивизии «Лейбштандарт Адольф Гитлер» для захвата Белгорода был создан передовой отряд из мотопехотного батальона Пайпера на БТР «Ганомаг», которому была придана рота танков Pz.IV, оба оставшихся боеготовых «тигра» и вспомогательные подразделения. Боевая группа Пайпера начала движение в 6.45 18 марта, а уже в 10.00 захватила деревню Красное всего в километре к югу от Белгорода. В 11.35 Пайпер доложил, что "город Белгород взят «внезапной атакой». В 12.10 Пайпер был контратакован танками, но к тому моменту подтянулись оба приданных ему «тигра», и отбить Белгород советским войскам не удалось. Во второй половине дня в Белгород с юга вошёл полк «Дойчланд» дивизии «Рейх».(стр. 435)
Совинформбюро. В течение 18 марта наши войска вели бои на прежних направлениях.

## 19 марта1943 года. 636-й день войны
Старорусская операция. Завершилась Старорусская операция Северо-Западного фронта (С. К. Тимошенко, затем И. С. Конев). Вместо уничтожения старорусской группировки противника удалось продвинуться до 10 километров и занять несколько деревень. Потери войск составили 31 789 человек — безвозвратные и 71 319 человек — санитарные. Общие потери — 103 108 человек. Среднесуточные потери — 6 444 человека (один из самых высоких показателей в 1943 году).
Харьковская оборонительная операция. После захвата Белгорода армейская группа Кемпф получила распоряжение высвободить дивизии 4-й танковой армии и занять оборону на фронте в районе Белгорода и Томаровки. В ходе боёв эсэсовские дивизии понесли большие потери в людях и технике. Наступил период весенней распутицы, ставший временем оперативной паузы в операциях обеих сторон.
Совинформбюро. В течение 19 марта наши войска вели бои на прежних направлениях.

## 20 марта1943 года. 637-й день войны
Севская операция. Наступающие армии Центрального фронта (К. К. Рокоссовский)
столкнулись с переброшенными из-под Ржева немецкими танковыми и пехотными соединениями. В наихудшем положении оказалась конно-стрелковая группа В. В. Крюкова, пробившаяся к Десне у Новгород-Северского. «Вышедшая к Десне конно-стрелковая группа была атакована крупными вражескими силами во фланг и тыл и окружена. Она хотя и вырвалась из окружения, в чём ей помогли подоспевшие на помощь части 65-й армии и 2 ТА, но понесла тяжёлые потери». (стр. 250) К 20 марта конно-стрелковая группа отошла в район Севска.
Совинформбюро. В течение 20 марта наши войска вели бои на прежних направлениях.

## 21 марта1943 года. 638-й день войны
Севская операция. С 21 марта войска Центрального фронта перешли к обороне по линии Мценск — Новосиль — Брянцево — Севск — Рыльск, образовав совместно с войсками Брянского фронта северный фас Курского выступа. Немецкие части прорвались к Севску. Части конно-стрелковой группы генерала Крюкова завязали упорные оборонительные уличные бои в городе, продолжавшиеся до 27 марта.
Совинформбюро. После ожесточённых боёв по приказу Командования наши войска эвакуировали город Белгород. На других участках фронта наши войска вели бои на прежних направлениях.

## 22 марта1943 года. 639-й день войны
Немецко-фашистские каратели сожгли д. Хатынь Логойского района Минской области вместе с её жителями.
Ржевско-Вяземская операция. К 22 марта советские войска подошли к хорошо укреплённому противником рубежу Рибшево — Сафонове — Милятино, где встретили сильное сопротивление и были вынуждены перейти к обороне.
Совинформбюро. В течение 22 марта наши войска вели бои на прежних направлениях.

## 23 марта1943 года. 640-й день войны
Ставка Верховного Главнокомандования создала Резервный (Курский) фронт . Командующий — генерал-полковник М. А. Рейтер.
Харьковская оборонительная операция. К 23 марта линия фронта в районе Обояни стабилизировалась. В районе Белгород — Волчанск — Чугуев продолжались тяжёлые оборонительные бои против танкового корпуса СС, стремившегося захватить плацдармы на левом берегу Северного Донца и ликвидировать плацдарм советских войск на правом берегу.
Совинформбюро. В течение 23 марта наши войска вели бои на прежних направлениях.

## 24 марта1943 года. 641-й день войны
Совинформбюро. ЕЩЕ ОДНА ФАЛЬШИВКА ГИТЛЕРОВСКОГО КОМАНДОВАНИЯ. Гитлеровские фальшивомонетчики за последнее время проявляют особое усердие в фабрикации всевозможных лживых «военных сообщений». Одним росчерком пера они уничтожают на бумаге десятки советских пехотных, моторизованных и танковых соединений. Так, например, германское информационное бюро 20 марта опубликовало очковтирательское сообщение, в котором утверждается, что за период с 13 февраля в районе между Северным Донцом и Днепром якобы уничтожены 9 советских стрелковых дивизий, 6 стрелковых бригад, 4 кавалерийские дивизии, 9 моторизованных бригад, 25 танковых бригад, 2 танковых полка и бригада противотанковых пушек. Однако и этого немецким лжецам показалось мало. Далее в сообщении говорится, что, кроме того, большие потери понесли 19 стрелковых дивизий, 16 моторизованных и танковых бригад, а также другие соединения и части Красной Армии…
Немецкое командование предприняло в конце февраля контрнаступление в районе между Северным Донцом и Днепром, пытаясь окружить советские войска и устроить им «немецкий Сталинград». С этой целью немцы срочно перебросили в районы боёв из Западной Европы большое количество свежих пехотных и танковых дивизий, а также перебросили из Германии 110—115 маршевых батальонов для пополнения своих потрёпанных соединений. Вообще немцы мечтают сейчас взять реванш за Сталинград. Однако у них ничего не вышло, и их затея провалилась полностью. Наши войска, ведя ожесточённые сдерживающие бои и нанося врагу тяжёлый урон, по приказу Командования отошли на новые линии обороны, сорвав тем самым замыслы немцев. В ходе этих боёв наши войска потеряли убитыми и пропавшими без вести 36.722 человека. За это же время наши войска уничтожили не менее 52.000 немецких солдат и офицеров. Таковы фактические итоги боёв, происходивших между Северным Донцом и Днепром…
24 марта наши наступающие войска заняли районный центр и железнодорожную станцию Абинская (северо-восточнее Новороссийска). На других фронтах наши войска вели бои на прежних направлениях.

## 25 марта1943 года. 642-й день войны
Харьковская оборонительная операция. С 20 по 25 марта немцы предприняли несколько попыток развить наступление на Обоянь и на Волчанск. Но к этому времени 64-я армия вышла на Северный Донец, 21-я армия организовала прочную оборону на рубеже 25—30 километров севернее Белгорода. В районе Обояни сосредоточивалась 1-я танковая армия. В результате этих мер Курск был надёжно прикрыт с юга.
Завершилась Харьковская операция: отойдя на 100—150 км, войска Воронежского фронта остановили противника, воспрепятствовали планам германского командования окружить и уничтожить советские войска в районах Харькова и Курска. Войска Воронежского фронта перешли к обороне, образовав южный фас так называемого Курского выступа на линии Коренево — Краснополье — Гостищево и далее по левому берегу Северного Донца до Волчанска.
Безвозвратные людские потери войск 3-й танковой армии (П. С. Рыбалко), 40-й (К. С. Москаленко) и 69-й (М. И. Казаков) армии Воронежского фронта (Ф. И. Голиков), 6-й армии (Ф. М. Харитонов) Юго-Западного фронта (Н. Ф. Ватутин) в ходе операции составили 45219 человек (13,1 % от первоначального состава 345900 человек). Санитарные потери составили 41250 человек. Общие потери — 86469 человек. Среднесуточные потери за 22 суток боёв — 3930 человек.
Совинформбюро. В течение 25 марта наши войска вели бои на прежних направлениях.

## 26 марта1943 года. 643-й день войны
Севская операция. В ночь с 25 на 26 марта немецкая 4-я танковая дивизия выбила конно-стрелковую группу В. В. Крюкова из Севска.
Совинформбюро. В течение 26 марта наши войска вели бои на прежних направлениях.

## 27 марта1943 года. 644-й день войны
Ставка Верховного Главнокомандования создала Резервный (Орловский) фронт (28 марта переименован в Брянский фронт). Командующий — генерал-полковник М. А. Рейтер.
Севская операция. Немецкие войска установили окончательный контроль над Севском. Конно-стрелковая группа генерала Крюкова почти вся погибла в этих боях.
Совинформбюро. В течение 27 марта на фронтах существенных изменений не произошло.

## 28 марта1943 года. 645-й день войны
Севская операция. С прорывом из окружения остатков группы генерала Крюкова закончилась Севская операция и наступление войск Центрального фронта на орловском направлении. Войска левого крыла фронта продвинулись на 120 км. Потери советских войск составили 30 439 человек — безвозвратные, 39 968 человек — санитарные. Общие потери — 70 407 человек. Среднесуточные потери — 2200 человек.
Ставка Верховного Главнокомандования вновь создала Брянский фронт. Командующий — генерал-полковник М. А. Рейтер.
Совинформбюро. ГИТЛЕРОВСКИЕ ФАЛЬШИВОМОНЕТЧИКИ НЕ УНИМАЮТСЯ… 24 марта германское информационное бюро опубликовало сообщение о потерях советских войск за последние 8 недель в районе Орла. Гитлеровцы на сей раз объявили уничтоженными или понёсшими «особенно-тяжёлые потери» ни много ни мало, как 41 стрелковую дивизию, 11 стрелковых и 18 танковых бригад. Дело в том, что у нас не было и нет столько войск в районе Орла. Если бы у нас было столько войск в этом районе, от немецких войск не осталось бы и следа…
Что же касается фактического положения дела в районе Орла, то необходимо отметить следующее. В конце января наши войска, действующие на этом участке фронта, прорвали в ряде мест немецкие линии обороны и завоевали значительную территорию. В ходе этих боёв советские войска уничтожили не менее 20.000 немецких солдат и офицеров, большое количество вражеской техники, захватили трофеи и 5.000 пленных. За это же время наши войска потеряли убитыми и ранеными 8.620 человек. В середине марта немцы в районе Орла, намереваясь восстановить положение, предприняли контрнаступление, но ни на одном участке успеха не добились и понесли новые потери. Только в районе севернее Жиздры противник потерял в четырёхдневных боях с 19 по 23 марта 140 танков, 72 орудия, 202 пулемёта, 137 миномётов и 8 тысяч солдат и офицеров убитыми…
В течение 28 марта на фронтах существенных изменений не произошло.

## 29 марта1943 года. 646-й день войны
Совинформбюро. В течение 29 марта на фронтах существенных изменений не произошло.

## 30 марта1943 года. 647-й день войны
Совинформбюро. В течение 30 марта на фронтах существенных изменений не произошло.

## 31 марта1943 года. 648-й день войны
Ржевско-Вяземская операция. Завершилась Ржевско-Вяземская операция (началась 2 марта). Войска Калининского (М. А. Пуркаев) и Западного фронтов (В. Д. Соколовский) ликвидировали Ржевско-Вяземский выступ противника, отодвинули линию фронта от Москвы на 130—160 км. Потери советских войск составили 38 862 человек — безвозвратные, 99 715 человек — санитарные. Общие потери составили 138 577 человек. Среднесуточные потери составили 4619 человек.
Совинформбюро. 31 марта наши войска в низовьях Кубани заняли важнейший узел немецкой обороны Анастасиевская. На других фронтах существенных изменений не произошло.

## Перечень карт
1. Харьковская наступательная операция (111 КБ)  (недоступная ссылка)
2. Ржевско-Вяземская операция (86 КБ)  (недоступная ссылка)
3. Харьковская оборонительная операция (98 КБ)  (недоступная ссылка)
4. Краснодарская операция (96 КБ)

## Список литературы
1. ↑  Сводки, сообщения Совинформбюро и Приказы Верховного Главнокомандующего Вооружёнными Силами СССР. 1941—1945 гг. Дата обращения: 14 марта 2008. Архивировано 12 августа 2010 года.
2. 1 2 3 4 5  Россия и СССР в войнах XX века. Потери вооружённых сил: Статистическое исследование. / Под общ. ред. Г. Ф. Кривошеева. М.: Олма-Пресс, 2001. Дата обращения: 21 марта 2008. Архивировано из оригинала 5 мая 2008 года.
3. 1 2  Исаев А. В. Когда внезапности уже не было. История ВОВ, которую мы не знали. — М.: Яуза, Эксмо, 2006.
4. 1 2 3  Манштейн Э. Утерянные победы. — М.: ACT; СПб Terra Fantastica, 1999
5. ↑  История Великой Отечественной войны Советского Союза 1941—1945. Том третий. Воениздат. МО СССР М. −1961. Дата обращения: 14 марта 2008. Архивировано 17 мая 2012 года.
6. ↑  Рокоссовский К. К. Солдатский долг. — М.: Воениздат, 1988.